# Phakphum Romsaithong
Phakphum Romsaithong (tiếng Thái: ภาคภูมิ ร่มไทรทอง, phiên âm: Bác-bum Lom-xai-thong, sinh ngày 5 tháng 1 năm 1992) còn có nghệ danh là Mile (tiếng Thái: มาย, đọc là Mai), là một diễn viên và người mẫu người Thái Lan. Anh trực thuộc công ty Be On Cloud và được biết đến trong bộ phim KinnPorsche (2022).

## Tiểu sử
Phakphum Romsaithong sinh ngày 5 tháng 1 năm 1992. Anh học tại Đại học Thammasat khoa Báo chí và Truyền thông Đại chúng. Anh từng tham gia cuộc thi ca nhạc The Star 9 và là DJ của Club 5 Pynk 98 FM.
Năm 2015, anh tham gia vở kịch sân khấu Yud Pop kể về mối tình giữa ba người đàn ông và một người phụ nữ, trong đó anh thủ vai chính tên Khem.
Năm 2021, anh đồng ý tham gia bộ phim BL KinnPorsche được phát sóng trên One 31 và độc quyền trên IQIYI, trong đó anh thủ vai Kinn con trai thứ hai của gia tộc Theerapanyakul

## Điện ảnh

### Phim truyền hình
| Năm  | Tiêu đề             | Vai trò             | Ghi chú                 | Kênh    | Chú thích |
| ---- | ------------------- | ------------------- | ----------------------- | ------- | --------- |
| 2018 | Khamin Rak Kap Poon | Poon                | Vai chính               | LINE TV |           |
| 2020 | Ladytwenty          | Mile                | Vai chính, tập 10       |         |           |
| 2022 | KinnPorsche         | Kinn Theerapanyakul | Vai chính, cùng với Apo | One 31  | [ 4 ]     |

### Kịch
| Năm  | Tiêu đề         | Vai trò | Ghi chú   | Tham khảo |
| ---- | --------------- | ------- | --------- | --------- |
| 2015 | Yud Pop (หยุดภพ) | Khem    | Vai chính | [ 3 ]     |

### Chương trình truyền hình
| Năm  | Tiêu đề                             | Vai trò            | Ghi chú                          | Tham khảo         |
| ---- | ----------------------------------- | ------------------ | -------------------------------- | ----------------- |
| 2020 | SosatSeoulsay โซซัดโซลเซย์            | Khách mời          | Tập 59, 67, 105                  | [ 5 ] [ 6 ] [ 7 ] |
| 2021 | C'mon Be Mafia กว่าจะเป็นมาเฟีย        | Thành viên cố định | Chủ đề liên quan đến KinnPorsche |                   |
| 2022 | KinnPorsche Talk อนุบาลมาเฟียมาป่วนแล้ว | Thành viên cố định | Chủ đề liên quan đến KinnPorsche | [ 8 ]             |

## Danh sách đĩa nhạc

### Đĩa đơn
| # | Ngày phát hành          | Tiêu đề                                                                   | Ghi chú                                                           |
| - | ----------------------- | ------------------------------------------------------------------------- | ----------------------------------------------------------------- |
| 1 | Ngày 5 tháng 8 năm 2015 | Just enough （ไม่อยากเห็นเธอเป็นแบบนี้）                                       | - Đĩa đơn đầu tay - Hãng đĩa：LUSTER Entertainment - (tiếng Thái) |
| 2 | Năm 2017                | Dream （ในความฝัน(ในของขวัญ)）                                              | - Hãng đĩa：LUSTER Entertainment - (tiếng Thái)                   |
| 3 | Ngày 5 tháng 1 năm 2018 | Yaa Taam Way Laa Gap Naa Li Gaa Tee Yut Dern （อย่าถามเวลากับนาฬิกาที่หยุดเดิน） | - Hãng đĩa：LUSTER Entertainment - (tiếng Thái)                   |